# Cerkiew św. Jerzego w Jurowcach
Cerkiew św. Jerzego w Jurowcach – dawna greckokatolicka cerkiew parafialna, znajdująca się w Jurowcach, w gminie Sanok.
Od 1946 roku cerkiew służy jako parafialny kościół rzymskokatolicki parafii św. Piotra i Pawła.
Obiekt wpisany na listę zabytków w 1996 i włączony do podkarpackiego Szlaku Architektury Drewnianej (trasa nr II).

## Historia obiektu
Cerkiew została zbudowana w 1873 ze środków włościan i miejscowego dworu, a w 1905 wzniesiono z północnej strony murowaną dzwonnicę parawanową. W  1924 od północnej strony prezbiterium dobudowana została kaplica kolatorska, a w 1926 od południowej kolejną kaplicę boczną.
W 1946 przejęta przez kościół rzymskokatolicki. W 1970 wzmocniono i otynkowano fundament, a w 1981 zmieniono pokrycie dachu, szalunek ścian oraz część stolarki okiennej. W czasie prac remontowych w 1989 przeprowadzono renowację polichromii. Znaczne prace remontowe wykonano w 2014, które zasadniczo zmieniły wygląd zewnętrzny świątyni. Wymieniono elementy konstrukcyjne dachu i pokryto go blachą miedzianą, oszalowano elewację.

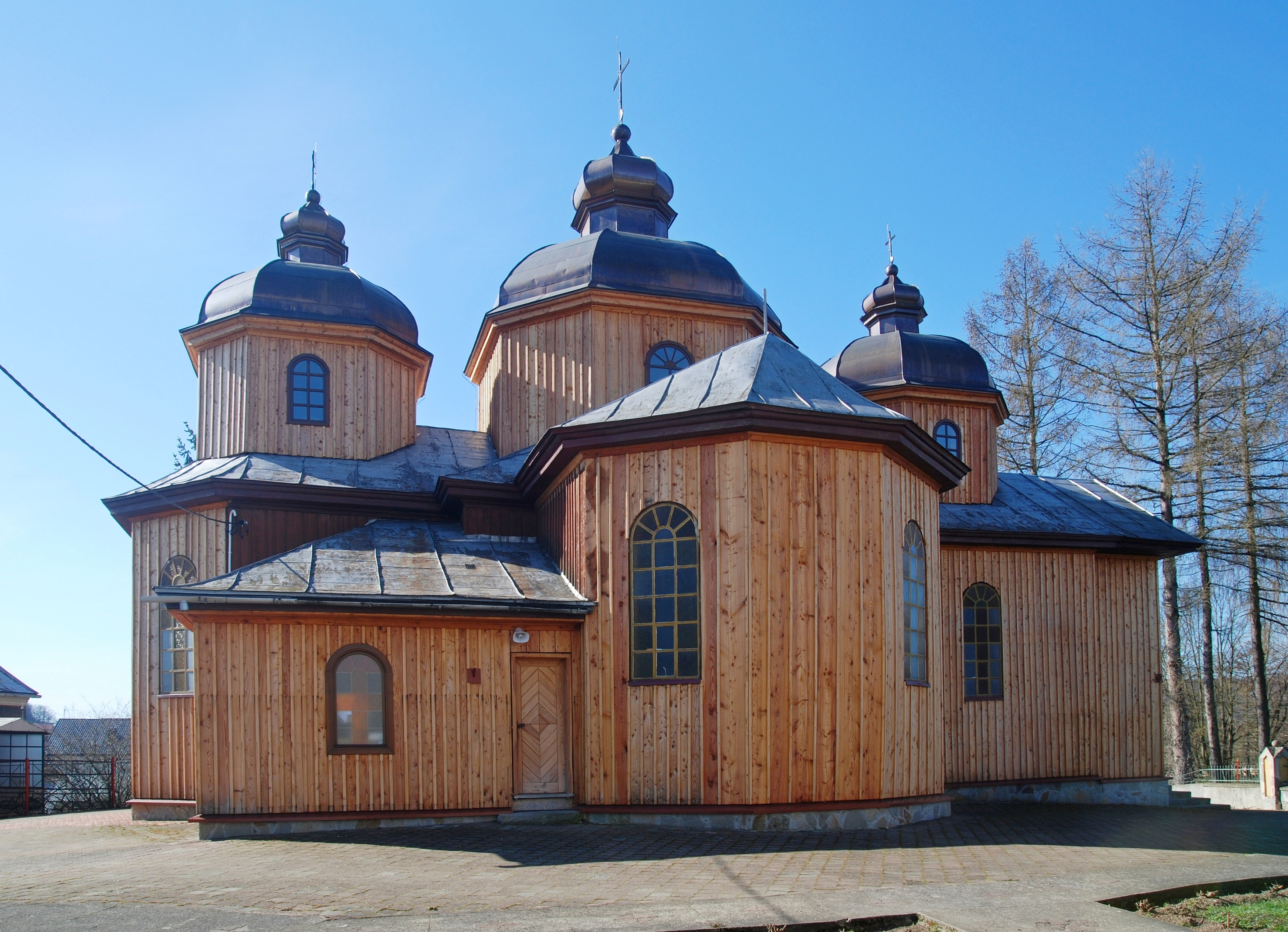
Elewacja północna
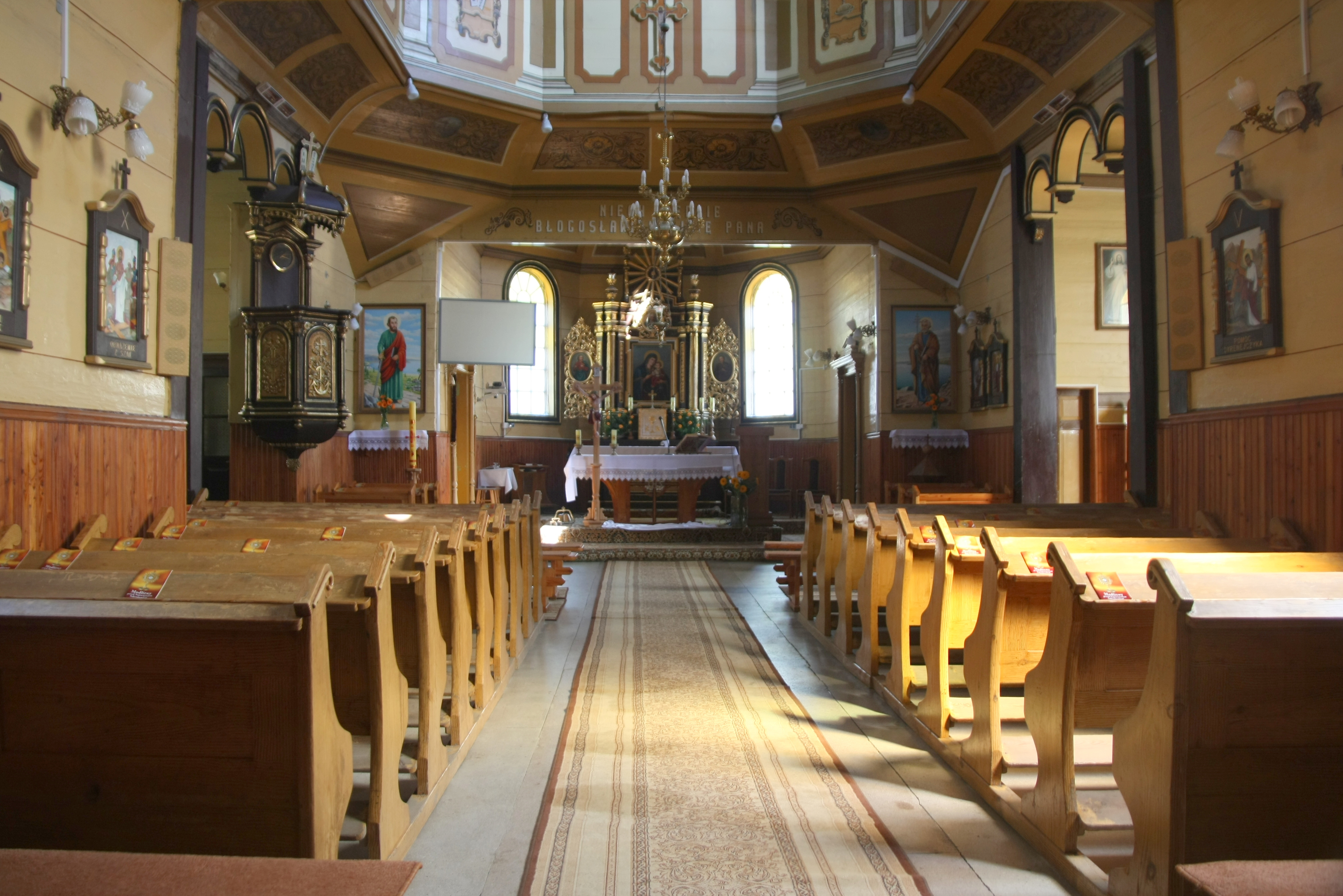
Wnętrze
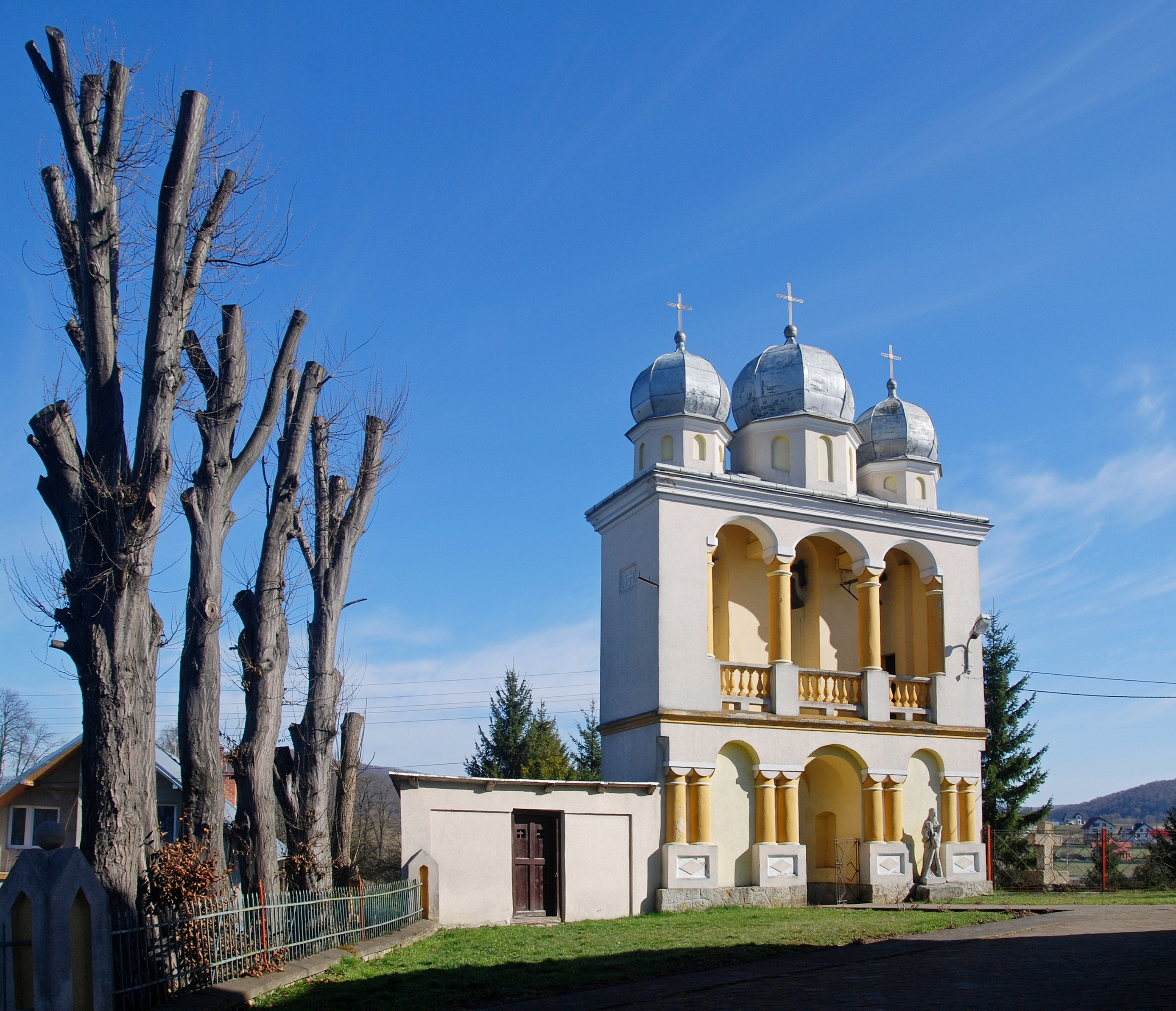
Dzwonnica

## Architektura i wyposażenie
Jest to cerkiew o konstrukcji słupowej, pierwotnie trójdzielna z przedsionkiem, o prostokątnym prezbiterium, z dwoma dobudowanymi później kaplicami bocznymi. Dach z trzema płaskimi kopułami na osi głównej, na ramionach nawy poprzecznej dachy dwuspadowe. Wewnątrz w partii sklepień polichromia o motywach geometryczno-ornamentalnych, w kopułach kompozycje figuralne. Większość elementów wystroju wewnętrznego nie zachowała się, pozostał tylko ołtarz boczny z dwoma ikonami.